# Marienborg, Livland
Marienborg eller Marienburg (lettiska: Marienburgas pils, eller Alūksnes pils; tyska: Marienburg) var en ort och ett slott i Livland. Staden heter numera Alūksne och ligger i nordöstra Lettland.

## Historik
Slottet uppfördes 1342 av Tyska orden på den största av öarna i sjön Alūksne och kallades Marienburg (efter Maria, Jesu moder). Det första slottet byggdes av Landmeister Burkhard von Dreileben. Det var en del av en stor förstärkning av Livlands östra gräns och samma år grundades ett annat stort slott i närheten (i Vastseliina). Strax därefter flyttades centrum av komturin från Gaujiena till Alūksne.

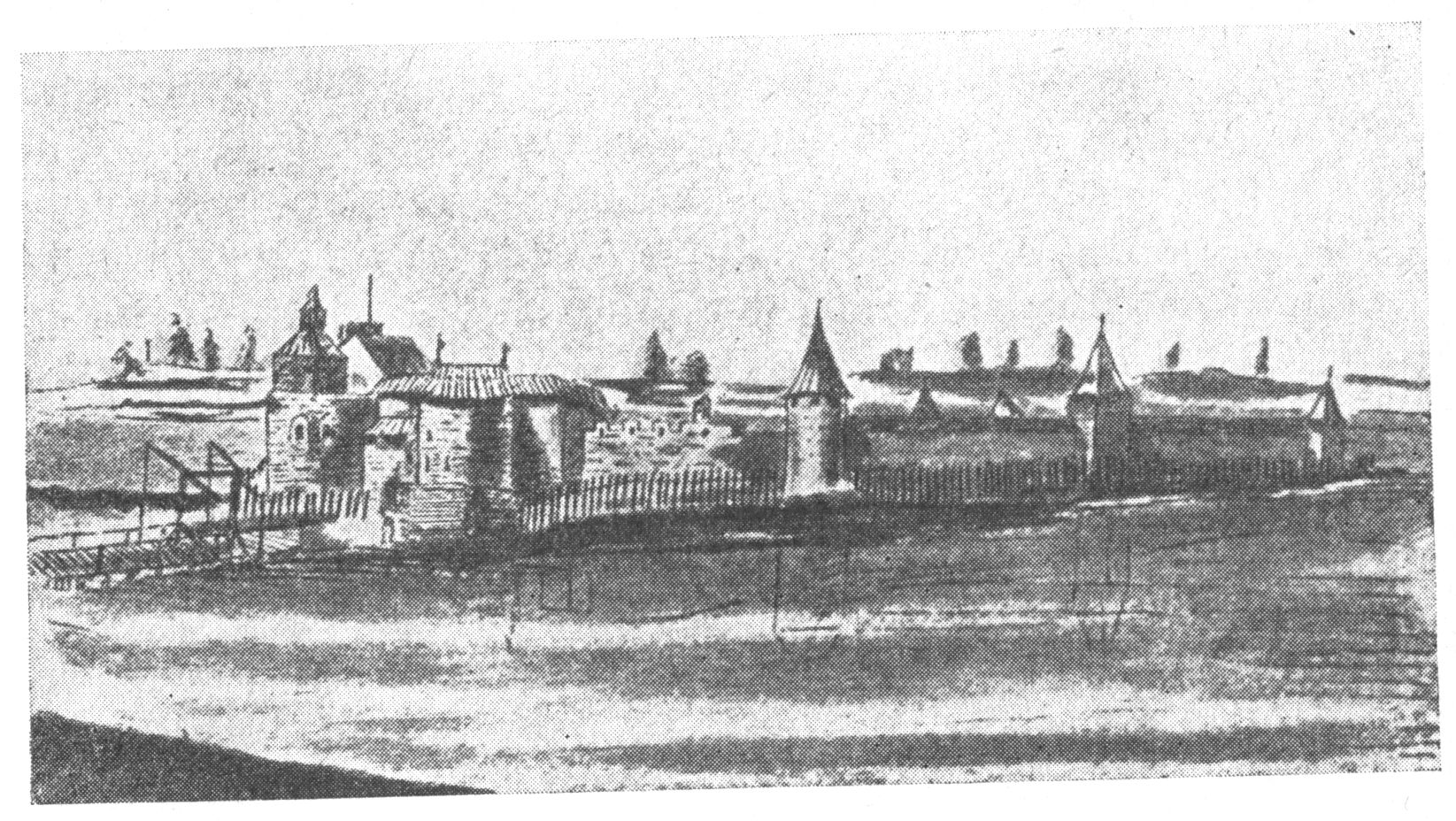
Marienborg 1661 från nordväst

Slottets styrka bevisades upprepade gånger genom att avvärja ett antal attacker under 1500-talet. Alūksne besattes 1560 av Ivan IV av Rysslands trupper under Livländska kriget. Den införlivades med det Polsk-litauiska samväldet 1582. Staden blev en del av det svenska riket 1629 och ingick i Svenska Livland 1629–1721 och innehades bland annat av ätten Horn af Marienborg. 
Efter det gamla Livlands fall förblev slottet beboeligt, men förstördes slutligen 1702 i Stora nordiska kriget av dess svenska garnison för att undvika att det föll i ryssarnas händer. Ruinerna förblev i stort sett orörda och idag rymmer det en utomhusscen och utgör en del av ett rekreationsområde på ön Pils (slott).

## Arkitektur
Det ursprungliga slottet byggdes av trä. Senare byggdes ytterväggarna av natursten och klosterhuset av tegel. Planen liknar på många sätt den för Viljandi slott, med klosterbyggnad med ett flankerande torn. Yttermuren härstammar dels från samma tid som klosterhuset, dels från senare perioder, framför allt från tiden för de politiska spänningarna i början av 1500-talet. Huvudporten, skyddad av två runda torn, är också av senmedeltida ursprung.
Senare, i slutet av 1600-talet, försågs slottet med raveliner och vallar.

## Galleri

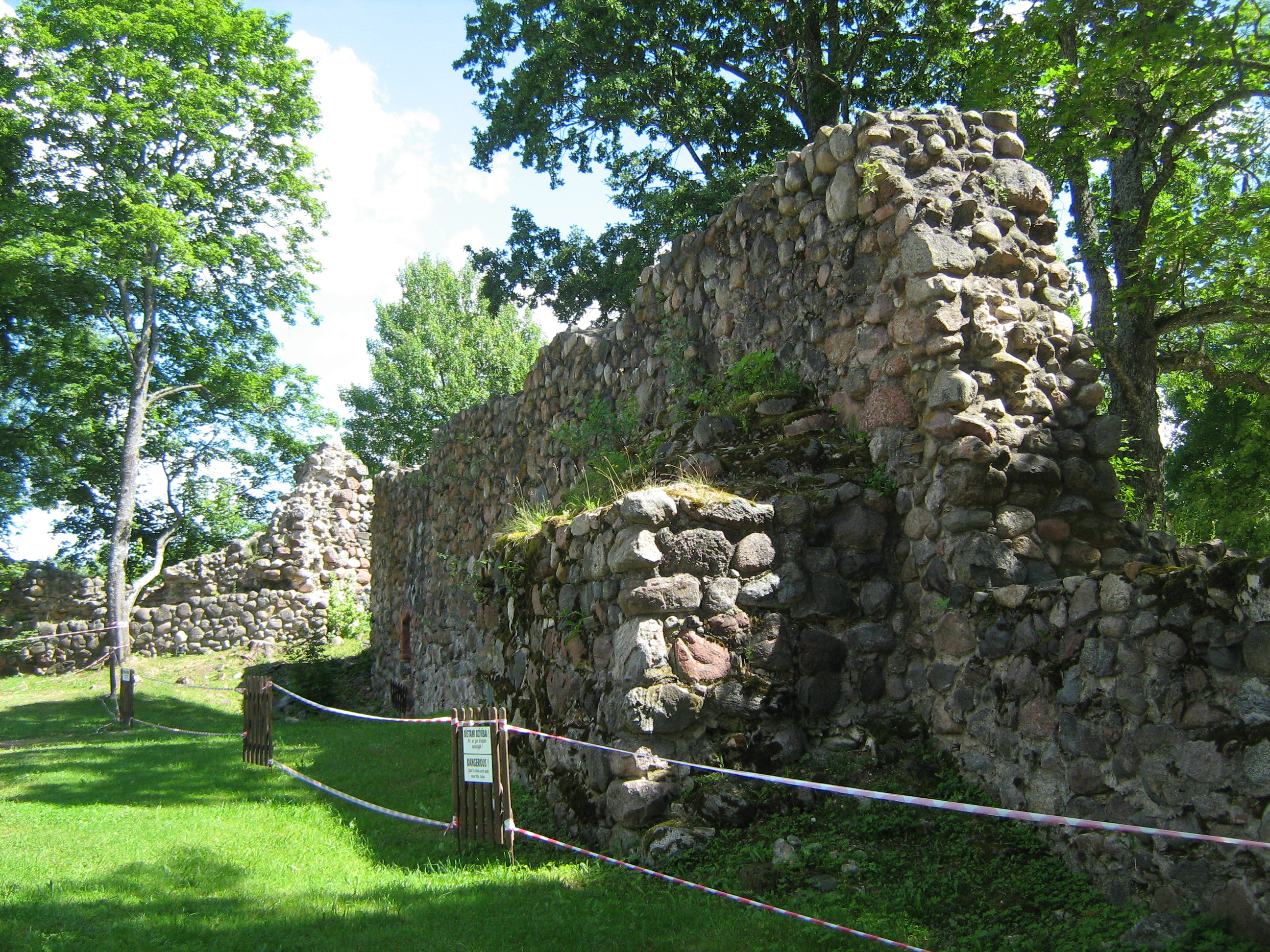
Väggarna inifrån, 2010.
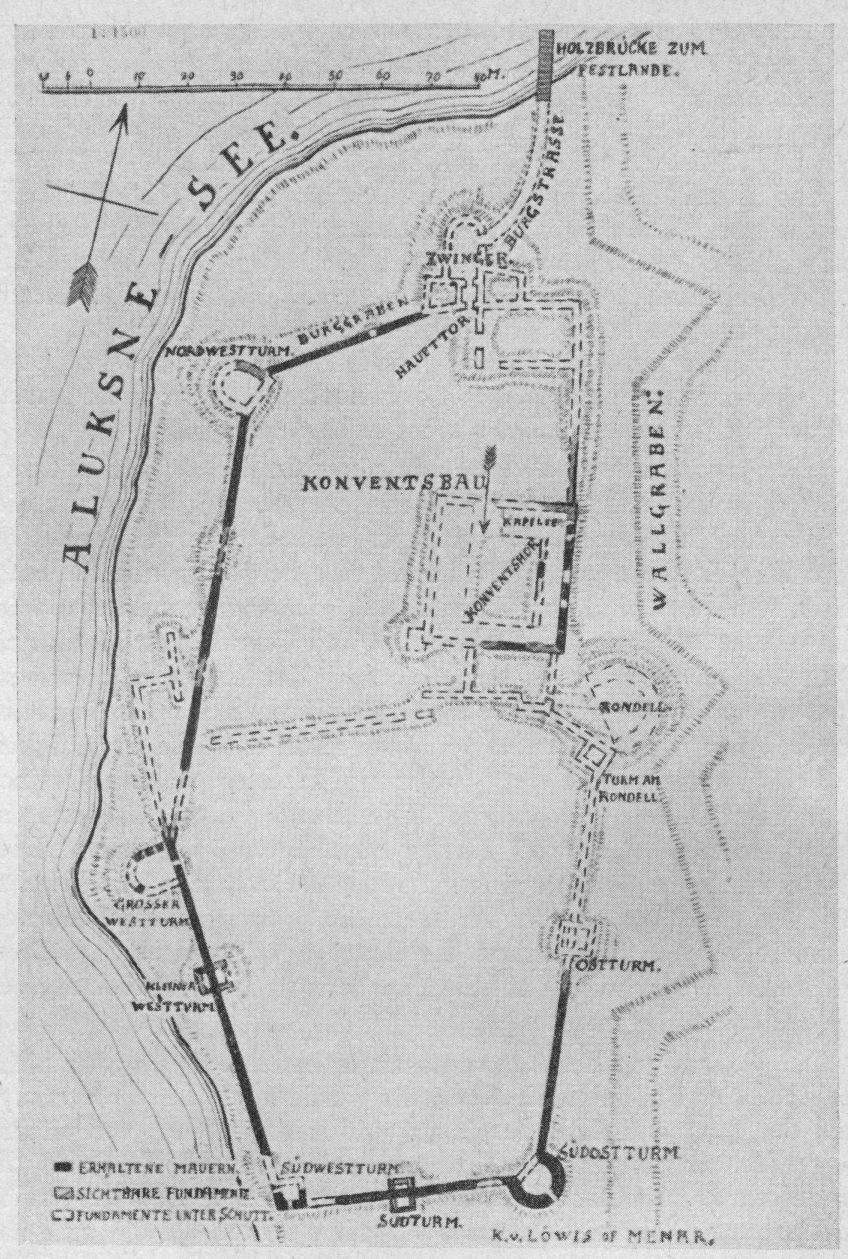
Plan över slottet enligt Karl von Lövis av Menar.